# Compagnie Mot pour Mot
La Compagnie Mot pour Mot est une compagnie de théâtre-danse basée à Sète, dans le Sud de la France. Fondée en 1987, Clara Barbuscia rejoint rapidement l'équipe en qualité de chorégraphe et metteure en scène.

## Historique
La Compagnie Mot pour Mot est créée en mars 1987.[réf. souhaitée]
La Compagnie Mot pour Mot est une association à but non lucratif régie par la loi 1901, subventionnée par la Ville de Sète, la DRAC (Direction régionale des Affaires culturelles), le Département de l'Hérault (34), la Région Occitanie, la Région PACA, le département des Bouches-du-Rhône, l'Institut Français, etc.
Sollicité par Jack Lang, la Compagnie Mot pour Mot installe depuis 1999 Le Printemps des Poètes sur la ville de Sète. La Compagnie a effectué des collaborations artistiques notamment avec Solo Soro, Les Souffleurs commandos poétiques, Magyd Cherfi.
La Compagnie développe une large partie de ses actions aux programmes de promotion des arts dans l'éducation dont Les BIP, Brigade d’intervention poétique, « J't'emmène au Théâtre! » qui tournera durant 21 éditions dans les écoles, lycées, collèges, primaires et maternelles de la ville de Sète et en Occitanie, ainsi que 4 chantiers écoles dans le cadre d'un programme de réinsertion sociale par la culture intitulé : « La culture pour s'en sortir » en Languedoc-Roussillon. 
La manifestation Tour du jour en 80 Mondes a été initiée en 2018 lors de l'année croisée France Israël et a été labellisée par l'Institut Français et soutenue par le CD13. Un nouveau pôle Mot pour Mot Marseille est alors créé afin de réaliser une passerelle entre Sète, Marseille et la ville d'Haïfa. 

## Récompenses
- Prix du Off Festival d'Avignon, Spectacle « Monsieur Plume plis au pantalon » d'Henri Michaux, Avignon, 1989[10],[11],[12].
- Lauréat de la Création d’Entreprise, Diplômée par le Sénat, 2003[13],[14],[15].